# サタデーナイトJ
サタデーナイトJ（サタデーナイトジェイ）は、テレビ東京で2023年10月7日から放送開始のテレビのサッカー専門番組。

## 概要
この番組では、Jリーグの試合のハイライトに加え、その「試合の面白さ」を解説者の「独自の視点と情報」を交え、伝えるもの。
また、この番組では、テレビ東京が本格的に導入する「バーチャルプロダクション」と呼ばれる仮想背景を活用した技術を用いて、美術セットを組まずに、この番組の制作を行う。

## 放送時間
- 毎週土曜日 23:30-翌0:00

放送翌日21時頃から、Tver・ネットでテレ東で無料見逃し配信を行う。

## 出演者
- メインキャスター：中根舞美（テレビ東京アナウンサー）
- 試合実況：中川聡（テレビ東京アナウンサー）、 板垣龍佑（テレビ東京アナウンサー）

### 解説者
解説陣には、「独自の視点でJリーグを紐解く」サッカー関係者を毎週若干名迎える。またJリーグのオフシーズン中は、現役選手がゲストとして参戦する回もある。
なお、出演者の肩書は、初出演の放送当時のものである。
- 森岡隆三（清水エスパルスアカデミーヘッドオブコーチ） - 初出演:第1回[3][4]
- 藤田俊哉（ジュビロ磐田スポーツダイレクター） - 同上[4][5]
- 坪井慶介（浦和レッドダイヤモンズOB） - 初出演:第2回
- 鄭大世（FC町田ゼルビアOB） - 同上
- 鈴木隆行（鹿島アントラーズOB） - 初出演:第3回
- 橋本英郎 （ヴィッセル神戸OB） - 同上
- 福西崇史（ジュビロ磐田OB） - 初出演:第4回
- 播戸竜二（ヴィッセル神戸OB） - 同上
- 永井雄一郎（浦和レッドダイヤモンズOB） - 初出演:第5回（2023ルヴァンカップ決勝戦大特集）
- 中村北斗（アビスパ福岡OB） - 同上
- 松井大輔（元サッカー日本代表・J3・YSCC横浜選手） - 初出演:第6回
- 石川直宏（元サッカー日本代表・FC東京OB） - 同上
- 南雄太（大宮アルディージャ現役選手） - 初出演:第7回
- 佐藤寿人（元サッカー日本代表） - 同:第8回
- 伊野波雅彦（ヴィッセル神戸OB） - 同上
- 林陵平（東京ヴェルディOB） - 初出演:第9回
- 槙野智章（ヴィッセル神戸OB） - 同:第10回（ヴィッセルJ1初優勝特集）